# Meni Yaesh
Meni Yaesh est un réalisateur israélien né le 11 janvier 1980 à Bat Yam.

## Biographie
Le premier long métrage réalisé par Meni Yaesh, Les Voisins de Dieu, a été présenté en 2012 au festival de Cannes (sélection de la Semaine de la critique) où il a obtenu le Prix SACD.

## Filmographie
- 2012 : Les Voisins de Dieu
- 2017 : Notre père[3]